# Régiment de La Marche-Prince (1684-1775)
Pour les articles homonymes, voir régiment de La Marche.
Le régiment de La Marche-Prince est un régiment d’infanterie du royaume de France créé en 1684.

## Création et différentes dénominations
- 17 décembre 1684[1] : création du régiment de Nivernais
- 9 février 1753 : renommé régiment de La Marche-Prince
- 26 avril 1775 : incorporé dans le régiment de Périgord qui prend le nom de « régiment de La Marche-Prince »

## Équipement

### Drapeaux
3 drapeaux dont un blanc colonel et 2 d’ordonnance, « bleux, feuilles mortes & isabelles par bandes dans les quarrez, & croix blanches »

Drapeaux d’ordonnance
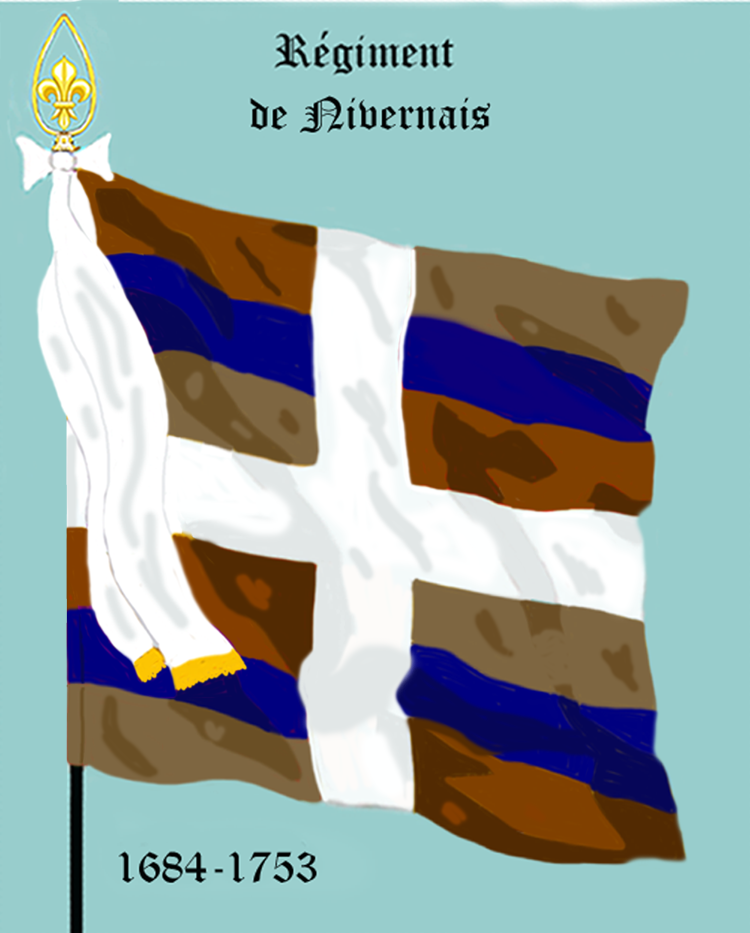
régiment de Nivernois de 1684 à 1753
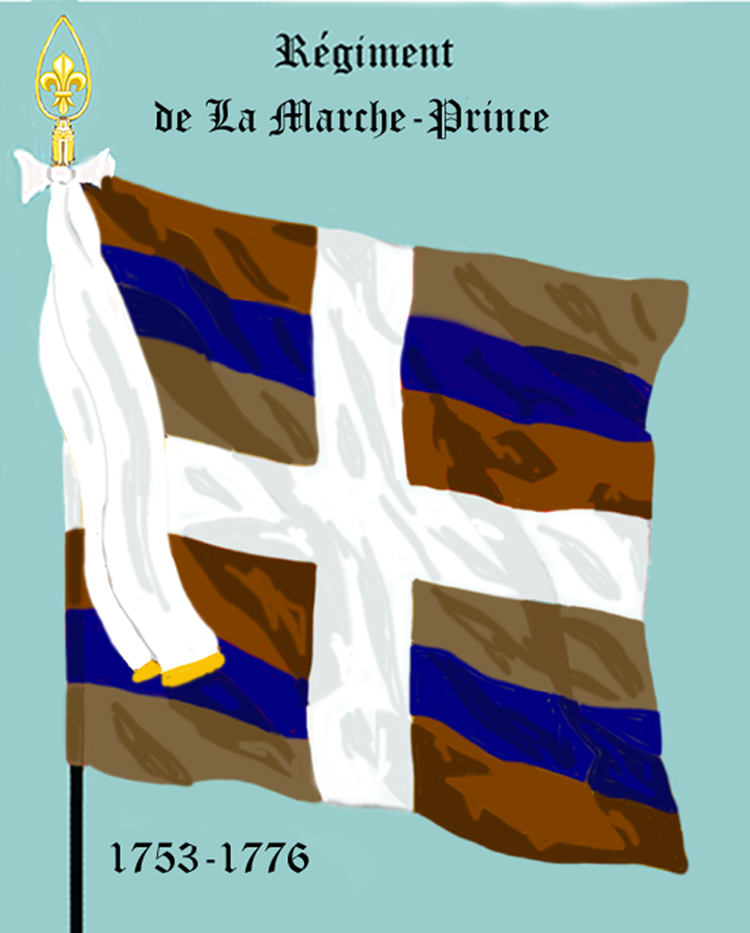
régiment de La Marche-Prince de 1753 à 1775

### Habillement
« Habit & culotte blanche, veste, collet et parements bleus, boutons blancs, pattes ordinaires garnies de quatre boutons, & autant sur la manche, chapeau bordé d’or ».
En 1763, collet et parements  violets, avec boutons et galon d'or.

Uniformes
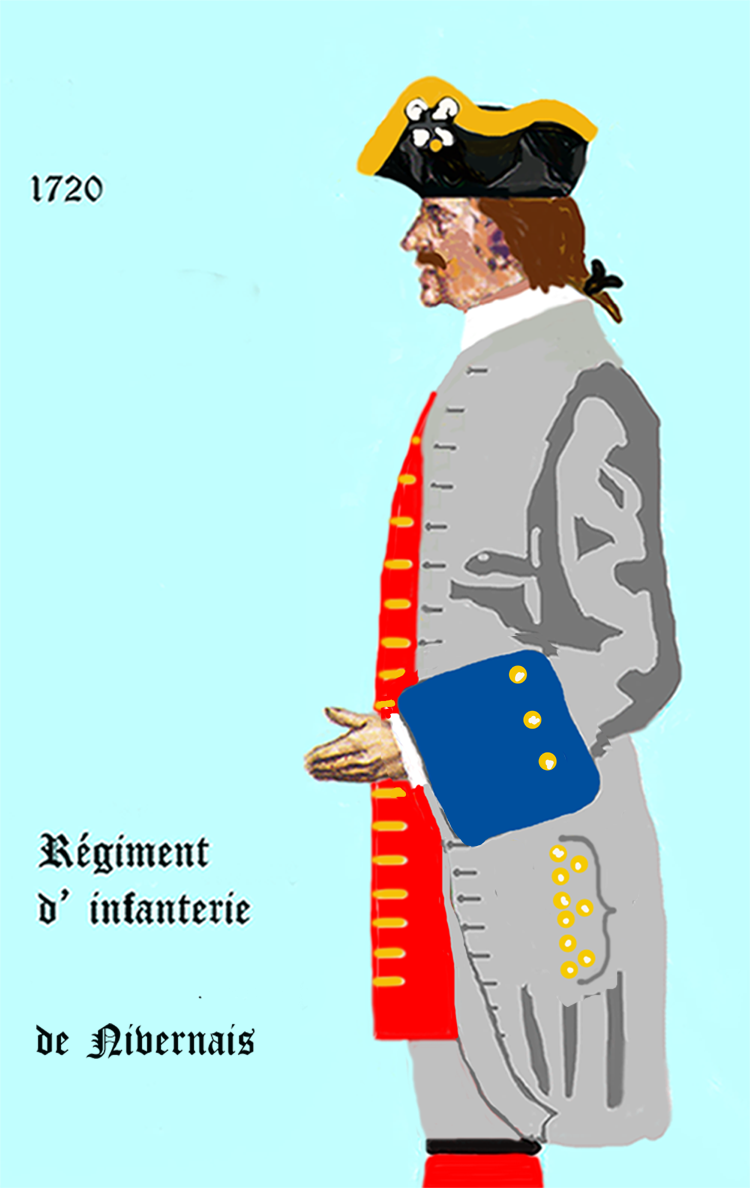
régiment de Nivernois de 1720 à 1734
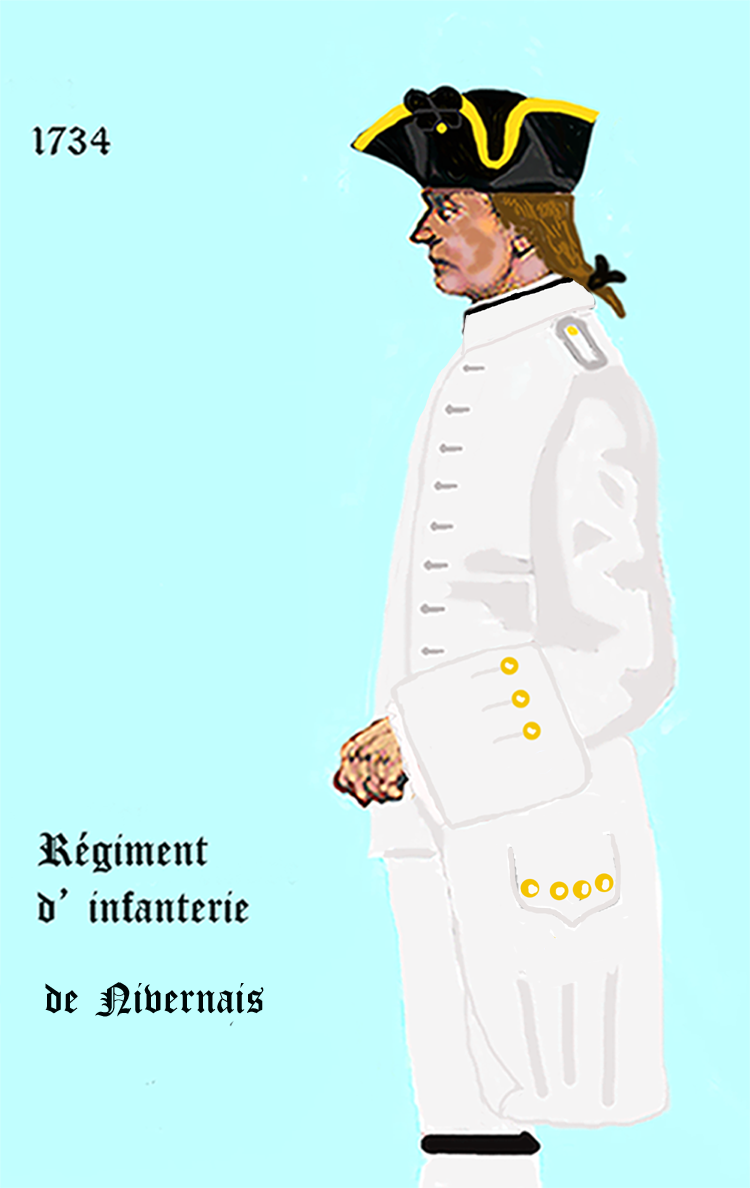
après 1734
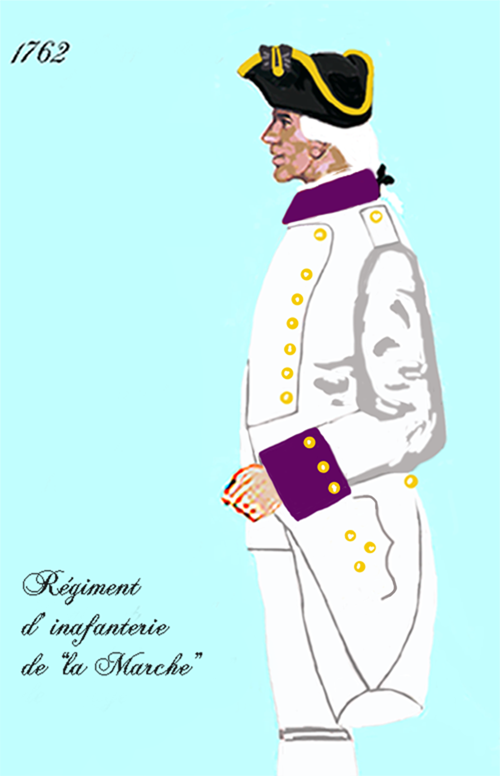
régiment de La Marche-Prince de 1762 à 1775

## Historique

### Colonels et mestres de camp
- 17 septembre 1684 : Paul Sigismond de Montmorency-Luxembourg, comte de Luxe
- 18 octobre 1689 : Élie de Belzunce dit le comte de Belzunce, comte de Castelmoron, brigadier le 28 avril 1694, † vers 1729
- mars 1701 : N. de Montmorency-Luxembourg
- 17 septembre 1704 : Paul Hyppolyte Sanguin, chevalier de Livry, brigadier le 19 mars 1710, maréchal de camp le 1er février 1719, † 4 octobre 1720
- 6 mars 1719 : Jean Théophile de Béziade, marquis d’Avaray
- 25 novembre 1734 : Charles de Béziade, marquis d’Avaray, frère du précédent
- 8 juin 1744 : Louis d’Astorg d’Aubarède, comte de Barbasan puis marquis de Roquépine en 1744, brigadier le 25 juillet 1747, maréchal de camp le 23 juillet 1756, lieutenant général des armées du roi le 25 juillet 1732
- 5 juin 1747 : Charles François Just, marquis de Monteils, brigadier le 3 août 1758, maréchal de camp le 20 février 1761
- 9 février 1753 : Louis François Joseph de Bourbon-Conti, comte de La Marche puis prince de Conti, † 13 mars 1814

Colonels-lieutenants
- 1755 : N. de La Clavière, marquis de Chamborrant
- 20 février 1761 : N. marquis de Causans
- 17 avril 1774 : Jacques Vincent de Mauléon, comte de Causans

### Campagnes et batailles
- 17 septembre 1684 : formation du régiment de Nivernois avec des compagnies de Picardie
- 1691 : Flandre, Mons
- 1692 : Namur
- 1693 : Italie, La Marsaglia (4 octobre)
- 1696 : Valenza
- 1697 : Meuse
- 1702 : Allemagne. Friedlingen (14 octobre)
- 1703 : Kehl, Bavière
- 13 août 1704 : Hochstedt
- 1705 : Moselle
- 1706 : Bas-Rhin
- 1707 : Flandre
- 11 juillet 1708 : Audenarde
- 11 septembre 1709 : Malplaquet
- 1711 : Arleux
- 1712 : Denain, Douai, Le Quesnoy, Bouchain
- 1713 : Rhin, Landau, Fribourg
- 1733 : Italie
- 1734 : Parme, Guastalla, où le colonel est tué, bataille de San Pietro (29 juin)
- 1739 - 1741 : Corse
- 1742 : Flandre
- 1743 : Bas-Rhin, Dettingen (27 juin)
- 1744 : Flandre, Ypres, Furnes
- 1745 : Tournai, Fontenoy (11 mai), Termonde, Audenarde, Ath
- 1746 : Namur, Raucoux (11 octobre)
- 1747 : Provence
- 1747 - 1748 : Nice, Gênes
- 1756 - 1762 : Côtes de Bretagne
- Lors de la réorganisation des corps d'infanterie français de 1762, le régiment conserve son bataillon. 
L'ordonnance arrête également l'habillement et l'équipement du régiment comme suit[3]Habit, revers, veste et culotte blancs, collet et parements, violets, pattes ordinaires garnies de cinq boutons, trois sur la manche, quatre au revers, et quatre au-dessous : boutons jaunes, avec le no 74. Chapeau bordé d'or.

- 1768 - 1769 : Corse

### Quartiers
- 1687 : Marsal
- Italie, en Corse, par Livourne[1]